# Digital nomade
En digital nomade er en person, der rejser frit rundt, mens vedkommende arbejder "hjemmefra" ved brug af teknologi og internettet. Digitale nomader ejer normalt kun ganske få ting, og arbejder på afstand fra arbejdsgiveren fra midlertidige boliger, hoteller, caféer, biblioteker, åbne arbejdssteder eller autocampere ved hjælp af Wi-Fi, smartphones eller hotspots for at få adgang til internettet. Størstedelen af digitale nomader beskriver sig selv som programmører, content creators, designere eller udviklere. Nogle digitale nomader er evigt rejsende, mens andre blot har denne livsstil i en kortere periode. Nogle nomader rejser igennem mange lande, mens andre holder sig til et bestemt område, og andre vælger at rejse mens de bor i en bil. I 2020 viste et studie, at 10,9 millioner amerikanske arbejdstagere beskrev sig selv som digitale nomader, hvilket var en stigning på 49% siden 2019.